# Præsidentvalget i Palæstina 2005
Det palæstinensiske præsidentvalg i 2005 var det første præsidentvalget i Palæstina siden 1996, det blev afholdt søndag den 9. januar 2005 i de beboede områder i Vestbredden og Gazastriben. Valget ville afgøre hvem som skulle tage over som palæstinensiske præsident efter Yasir Arafat, som døde 11. november 2004.
Allerede før valget var det forholdsvis klart at PLO-lederen Mahmoud Abbas ville vinde valget. Da det endelige valgresultatet var klart, vidste det Abbas havde vundet med 62,3 % af stemmerne, mens nærmeste modstander, Mustafa Barghouti, fik ca. 19 %. Ingen af de andre kandidater fik mere end 4 % opslutning.
Valget blev overvåget af omkring 800 valgobservatører, deriblandt den tidligere amerikanske præsident Jimmy Carter.

## Kandidater
- Mahmoud Abbas
- Abdel Halim al-Ashqar
- Alsaied Barakah
- Mustafa Barghouti (må ikke forveksles med Marwan Barghouti)
- Tayssir Khaled
- Hassan Khreisheh
- Abdel Sattar Qassem
- Bassam Salhi
- Abdel Karim Shbier

Marwan Barghouti, som for tiden sidder fængslet i Israel efter at være blevet dømt for flere drab, annoncerede sit kandidatur lige før registreringsfristen udløb. Overraskende nok trak han sig 12. december 2004, noget man antog ville bane vejen for en klar valgsejer til Mahmoud Abbas.